# ماکساتمیرات شامورادوف
ماکساتمیرات شامورادوف (انگلیسی: Maksatmyrat Şamyradow؛ زادهٔ ۶ مهٔ ۱۹۸۴) بازیکن فوتبال اهل ترکمنستان بود.
از باشگاه‌هایی که در آن بازی کرده است می‌توان به باشگاه فوتبال نفت تهران، باشگاه فوتبال گل‌گهر سیرجان، باشگاه فوتبال آلمالیق، و باشگاه فوتبال عشق‌آباد اشاره کرد.
وی همچنین در تیم ملی فوتبال ترکمنستان بازی کرده است.